# ژولیوس سزار (فیلم ۱۹۵۳)
ژولیوس سزار (انگلیسی: Julius Caesar) فیلمی در ژانر حماسی به کارگردانی جوزف ال. منکیه‌ویچ است که در سال ۱۹۵۳ منتشر شد.
این فیلم برنده جایزه اسکار بهترین کارگردانی هنری در سال ۱۹۵۳ شده‌است.

## بازیگران
- مارلون براندو در نقش مارک آنتونی
- جیمز میسون در نقش بروتوس
- جان گیلگد در نقش کاسیوس
- لوئیس کالهرن در نقش ژولیوس سزار
- ادموند اوبرایان در نقش کاسکا
- گریر گارسون در نقش کالپورنیا (همسر سزار)
- دبورا کار در نقش پورتیا (همسر دوم بروتوس)
- ایان ولف در نقش لیگاریوس
- جورج مکریدی در نقش مارولوس
- جان هویت در نقش دکیموس بروتوس
- جان لاپتون
- مایکل آنسارا
- آلن نِیپی‌یر در نقش سیسرو